# Heterocola concava
Heterocola concava är en stekelart som först beskrevs av Tohru Uchida 1956.  Heterocola concava ingår i släktet Heterocola och familjen brokparasitsteklar. Inga underarter finns listade i Catalogue of Life.